# Daniel Samohin
Daniel Samohin (in ebraico דניאל סמוכין‎?; Tel Aviv, 12 marzo 1998) è un ex pattinatore artistico su ghiaccio israeliano.

## Biografia
E' figlio della ginnasta Irina e del pattinatore artistico Igor Samohin. Il padre gareggiò a livello internazionale in coppia per l'Unione Sovietica e fu allenatore di pattinaggio artistico. Suo fratello, Stanislav ha gareggiato nel pattinaggio artistico sia per la Russia che per Israele.
All'età di 3 anni si è trasferito con la madre in California, negli Stati Uniti, raggiungendo il resto della famiglia, che si era trasferita prima. La sua città natale è San Diego, in California.

### Carriera
Ha rappresentato Israele ai Giochi olimpici invernali di Pyeongchang 2018, dove si è classificato 13º nel singolo. Non ha partecipato alla gara a squadre, perché gli è stato preferito Alexei Bychenko.

## Palmarès

### Per gli Stati Uniti
| Nazionali            | Nazionali |
| Evento               | 2023–24   |
| -------------------- | --------- |
| Campionato nazionale | 12°       |

### Per Israele
GP: Grand Prix; CS: Challenger Series; JGP: Junior Grand Prix
| Internazionali                       | Internazionali | Internazionali | Internazionali | Internazionali | Internazionali | Internazionali | Internazionali | Internazionali | Internazionali |
| Evento                               | 2013–14        | 2014–15        | 2015–16        | 2016–17        | 2017–18        | 2018–19        | 2019–20        | 2020–21        | 2021–22        |
| ------------------------------------ | -------------- | -------------- | -------------- | -------------- | -------------- | -------------- | -------------- | -------------- | -------------- |
| Giochi olimpici invernali            |                |                |                |                | 13°            |                |                |                |                |
| Campionati mondiali                  |                |                |                |                | 20°            | 24°            |                |                |                |
| Campionati europei                   |                | 10°            | 7°             | 33°            | 26°            | 13°            |                |                |                |
| GP Cup of China                      |                |                | R              | 8°             |                |                |                |                |                |
| GP Internationaux de France          |                |                |                |                |                | 10°            | 10°            |                |                |
| GP Rostelecom Cup                    |                |                |                |                | 12°            |                | R              |                |                |
| GP Skate America                     |                |                |                |                | R              |                |                | 12°            |                |
| GP Skate Canada                      |                |                |                | 5°             |                | 8°             |                |                |                |
| CS Autumn Classic                    |                |                |                | 6°             |                |                |                |                |                |
| CS Cup of Austria                    |                |                |                |                |                |                |                |                | 18°            |
| CS Finlandia Trophy                  |                |                |                | 13°            |                | R              |                |                |                |
| CS Golden Spin                       |                |                |                | 2°             |                | 4°             | 15°            |                | 23°            |
| CS Ice Star                          |                |                |                |                | 3°             |                |                |                |                |
| CS Mordovian                         |                |                | 2°             |                |                |                |                |                |                |
| CS Nebelhorn                         |                | 11°            |                |                |                | 6°             | 5°             |                |                |
| CS Ondrej Nepela                     |                |                |                |                |                | 6°             |                |                |                |
| CS Volvo Cup                         |                | 4°             |                |                |                |                |                |                |                |
| CS U.S. Classic                      |                |                | 1°             |                | 10°            |                |                |                |                |
| Challenge Cup                        |                |                |                |                |                |                | 9°             | R              |                |
| Cranberry Cup                        |                |                |                |                |                |                |                |                | 5°             |
| Cup of Tyrol                         |                |                |                | 3°             |                |                |                |                |                |
| Open Ice Mall                        |                |                |                |                |                | 1°             |                |                |                |
| Philadelphia Summer International    |                |                | 1°             |                |                |                |                |                |                |
| Tallinn Trophy                       |                | 2°             |                |                |                |                |                |                |                |
| U.S. Classic                         |                |                |                |                |                |                |                |                | 7°             |
| Internazionali: Juniores             |                |                |                |                |                |                |                |                |                |
| Campionati mondiali                  | 12°            | 8°             | 1°             | 6°             |                |                |                |                |                |
| JGP Finale                           |                |                | 5°             |                |                |                |                |                |                |
| JGP Croazia                          |                | 16°            |                |                |                |                |                |                |                |
| JGP Repubblica Ceca                  | 4°             |                |                |                |                |                |                |                |                |
| JGP Messico                          | 3°             |                |                |                |                |                |                |                |                |
| JGP Slovenia                         |                | 8°             |                |                |                |                |                |                |                |
| JGP Spagna                           |                |                | 2°             |                |                |                |                |                |                |
| JGP U.S.A.                           |                |                | 2°             |                |                |                |                |                |                |
| Bavarian Open                        | 2° J           |                |                |                |                |                |                |                |                |
| Toruń Cup                            | 1° J           |                |                |                |                |                |                |                |                |
| Nazionali                            |                |                |                |                |                |                |                |                |                |
| Campionati israeliani                |                | 1°             | 2°             | 2°             |                | 1°             | 2°             |                | 3°             |
| J = Categoria Juniores; R = Ritirato |                |                |                |                |                |                |                |                |                |